# Il membro del matrimonio
Il membro del matrimonio è un film del 1952 diretto da Fred Zinnemann. È ispirato al romanzo The Member of the Wedding (1946), della scrittrice statunitense Carson McCullers, pubblicato in Italia col titolo Invito di nozze.

## Trama
La dodicenne Frankie Addams, orfana di madre, è una ragazzina inquieta, in crisi, attratta dal vasto mondo al di fuori dell'atmosfera chiusa della sua città, e - in quei particolari giorni di fine estate in una cittadina del Sud degli Stati Uniti – si sente isolata: come vede avvenire nel caso in diversi altri suoi coetanei, anche lei vorrebbe far parte di qualche compagnia, qualche gruppo, qualcosa riferendosi al quale possa dire "noi". Non vi riesce anche perché, effettivamente, il suo è un carattere difficile, non facilmente accomodante: scaccia in malo modo le componenti di una sorta di confraternita di ragazze – in verità un po' più grandi di lei – ogni volta che tentano di accorciare la strada ed attraversano il suo cortile (considerando anche che di recente non l'hanno ammessa a far parte del loro gruppo); oppure esprime fastidio ogni volta che sente provenire da una casa nelle vicinanze il suono del pianoforte di Mary Little-John, una ragazza estremamente dotata musicalmente, e che lei dice di non poter sopportare; oppure, ancora, mostra disprezzo per il suo coetaneo Barney.
Frankie trascorre questo scampolo di vacanze estive a casa propria, insieme a Berenice, la saggia governante afroamericana – mentre il padre della giovane è occupato fino ad ore relativamente tarde nel suo laboratorio artigianale, e al cuginetto John Henry, più piccolo di lei, la cui madre, vedova, e che abita nella casa adiacente, similmente è al lavoro. Un giorno il fratello maggiore di Frankie, Jarvis, militare, si presenta a casa con la fidanzata Janice, ed annuncia il loro prossimo matrimonio, imminente.
Quando la coppia riparte, Frankie esprime grande ammirazione per il fratello e la sua futura moglie, e pare che abbia alla fine trovato il suo "noi": si mette in testa che, dopo il matrimonio, previsto per la domenica successiva, partirà con loro e condividerà la loro vita, ovunque e per sempre. Viene il giorno della cerimonia. Prima della sua conclusione, Frankie si stabilisce, con la sua valigia, nei sedili posteriori dell'auto dei novelli sposi, che sarebbero partiti per la luna di miele. Naturalmente ne viene estromessa.
La sera stessa, mentre Frankie, nella sua cameretta, sta scrivendo una lettera di addio al padre, al piano di sotto Berenice riceve la visita del fratello Honey – usualmente dedito ad attività non proprio oneste -, che trafelato le racconta di aver investito ed probabilmente ucciso un uomo "bianco" mentre egli era alla guida – in stato di ubriachezza - di un'auto che aveva rubato, senza fermarsi per portare soccorso. Mentre, in quella situazione delicata Berenice non ascolta, - credendoli dettati solo dall'intenzione di attrarre attenzione su di sé - i lamenti di John Henry, che dice di sentirsi male, e lo manda via, Frankie, non vista, fugge di casa.
Non ci vuole molto tempo prima che Frankie, aggirandosi senza precisa meta nelle strade notturne della cittadina, faccia esperienza delle molte cose negative che il vasto mondo, cui aveva agognato, presenta: lo squallore dei bar frequentati da uomini desolati e spiantati, la lite violenta fra un marito e una moglie, per culminare nello shock di un giovane marinaio alticcio che cerca di aggredirla. Frankie torna a casa. Suo padre e Berenice non ci sono: si trovano nella casa attigua, a vegliare, con un dottore, John Henry, che, in effetti, risulta essere gravemente malato. Morirà di lì a poco.
Qualche tempo dopo appare che Honey è stato arrestato e condannato, Jarvis e Janice hanno trascorso una vacanza in Lussemburgo, e Berenice stessa sta per partire, poiché ad occuparsi di Frankie sarà ora la zia Pat, madre del povero John Henry. Il "noi" a cui aveva fatto parte – anche senza rendersene conto – Frankie, si è in gran parte dissolto, ma se ne profila un altro: la ragazzina – dopo aver avuto una visita da parte del prima odiato Barney - mostra a Berenice il suo estremo entusiasmo per il primo concerto di Mary Little-John, di cui è diventata ora intima amica. È con lei che ora Frankie sogna di visitare il Lussemburgo, e l'intero vasto mondo.

## Riconoscimenti
- 1953 - Golden Globe
  - Golden Globe Speciale (Brandon De Wilde)